# Charles Antoine Houdar de La Motte
Charles Antoine Houdar de La Motte (né le 21 novembre 1773 à Versailles – mort le 14 octobre 1806 à Iéna) est un militaire français.

## Biographie
Fils de Louis Antoine Houdar de La Motte, commis des bureaux du duc de la Vrillière, et de Marie Marguerite Le Dée, il est également l’arrière-neveu de l’académicien Antoine Houdar de La Motte.
Houdar de La Motte sert d'abord dans le corps des grenadiers parisiens où il fut remarqué, puis passe aux grenadiers de l'armée du Nord. II combat successivement sous les ordres des généraux Kléber, Lefebvre et Jourdan, se trouve à la bataille de Fleurus en 1794.
Nommé officier d'état-major, il passe dans les armées d'Italie et sert sous les ordres du général Baraguay-d'Hilliers, et est nommé aide-de-camp en avril 1797
Puis en 1797 au Tyrol sous Joubert et Masséna. On le retrouve encore à la campagne d'Égypte sous Bonaparte et s’y distingua. Revenu à l'armée du Rhin, il passe à l'armée des Grisons commandée par MacDonald dans les champs de Hohenlinden (1800). Promu chef de bataillon en 1801, il est affecté au camp de Boulogne. Le 1er février 1805, nommé colonel, il reçoit de Napoléon lui-même le commandement du 36e régiment d'infanterie de ligne, l’un des régiments les plus renommés de l’armée. En 1805 il combat à Ulm, à Memmingen, et enfin Austerlitz où il fut bessé. De fait, il est nommé commandeur de la Légion d'honneur, et son régiment est cité dans le bulletin de cette mémorable journée.
À peine remis de ses blessures, il passe de la Haute Bavière aux frontières de la Saxe et arrive directement sur le champ de bataille d’Iéna le 14 octobre 1806, sous le commandement du maréchal Soult. Ayant reçu l’ordre d’enlever un bois défendu par un corps prussien fortement retranché, il dirigea cette attaque et volait au secours d’un autre régiment en danger, lorsqu’il fut emporté par un boulet de canon. En apprenant cette perte, Napoléon s’écria : « J’en suis fâché, il avait toutes les qualités pour devenir un grand homme de guerre ». Il voulut que les traits de Houdar fussent reproduits sur le monument élevé à la grande armée et que son nom fût donné à l’une des rues qui aboutissent au pont d’Iéna. Il a bien sa rue à Paris et son nom est inscrit sur la 18e colonne de l’arc de Triomphe.

## Distinctions
- Commandeur de la Légion d’honneur
- Son nom figure à la 18e colonne de l'arc de triomphe de l'Étoile : Hard LAMOTTE